# Damiano Cunego
Damiano Cunego (Verona, 19 september 1981) is een Italiaans voormalig beroepswielrenner van 2002 tot 2018. Cunego was een gepatenteerde klimmer. In 2004 won hij de wielerronde van zijn land op 22-jarige leeftijd. Daarnaast won hij driemaal de Ronde van Lombardije; 2004, 2007, 2008. Zowel bij lange beklimmingen in grote rondes als bij de kortere steile beklimmingen in klassiekers behoorde hij tot de wereldtop. In 2008 won hij de Amstel Gold Race. 

## Loopbaan
Cunego werd in 1999 wereldkampioen op de weg bij de junioren in zijn geboorte- en woonplaats Verona. Hij is prof vanaf 2001. In 2004 werd hij op bijna hetzelfde parcours negende in het wereldkampioenschap voor profs.
Cunego's grote doorbraak vond plaats in het voorjaar van 2004. In een maand tijd won hij het eindklassement van de Ronde van Trentino nadat hij al twee etappes op zijn naam schreef, de Ronde van de Apennijnen en de Ronde van Italië, met vier etappes. Aan het eind van 2004 won hij ook nog de laatste wereldbekerwedstrijd, de Ronde van Lombardije. Hij eindigde 2004 als aanvoerder van de UCI-ranglijst.
In 2005 begon hij als een van de favorieten aan de Ronde van Italië, maar hij stelde teleur met een achttiende plaats in het eindklassement. Later werd bekend dat hij aan een lichte vorm van klierkoorts leed. Door een lange herstelperiode was het seizoen voor hem zo goed als voorbij.
In 2006 startte hij als een van de topfavorieten in de Ronde van Italië, na winst in de Ronde van Trentino en een derde plaats in Luik-Bastenaken-Luik. Maar hij stelde teleur met een vierde plaats op meer dan 18 minuten van winnaar Ivan Basso. Stilaan werd zijn Giro-winst in 2004 als een toevalstreffer beschouwd. Maar in zijn Tourdebuut bewees hij het tegendeel. Oorspronkelijk kwam hij naar Frankrijk om ervaring op te doen, maar toch verteerde hij de zware bergen goed. In de Alpen behoorde hij zelfs tot de beteren. Hij werd tweede in de rit naar Alpe d'Huez. En in de afsluitende tijdrit werd hij tiende, waardoor hij zich verzekerde van de jongerentrui.
In 2007 speelde Cunego niet zo'n grote rol in de Giro, waarin hij vijfde werd. Hij reed een knap najaar met een ritoverwinning in de Ronde van Duitsland en winst in de Ronde van Lombardije.
In april 2008 won hij een etappe in de Ronde van het Baskenland, de Baskische klimkoers Klasika Primavera én de Amstel Gold Race waarin hij debuteerde. De Giro d'Italia liet hij schieten om een goed klassement te kunnen rijden in de Ronde van Frankrijk, maar in de Tour kon hij geen potten breken. Na een val in de achttiende etappe kwam hij op grote achterstand binnen. Hij besloot 's avonds op te geven. Voorafgaand aan de rit stond hij veertiende in het klassement. In het najaar presteerde hij wel weer zeer goed. Hij behaalde zilver op het wereldkampioenschap wielrennen op de weg in Varese, en won drie weken later voor de derde maal in zijn loopbaan de Ronde van Lombardije.
In 2009 stelde Cunego opnieuw teleur bij zijn deelname aan de ronde van Italië. Wel won hij aan het begin van dit seizoen de 3de en 4de etappe in de internationale wielerweek en tevens het eindklassement. De Tour sloeg hij over, maar in de ronde van Spanje had hij weer een serieuze opleving. Hij won 2 bergritten. De achtste etappe naar de Alto de Aitanan zegevierde hij voor Robert Gesink en hij won de veertiende etappe naar de Pandera.
In 2010 kon Cunego weer geen potten breken en was de elfde plaats in de Giro het maximaal haalbare. In 2011 besloot Cunego zich nog een keer volledig op de Tour te richten. Zonder echt op te vallen reed hij naar een verdienstelijke zesde plaats in het eindklassement. Dit was tevens zijn laatste grote resultaat. In 2015 tekende Cunego een contract bij Nippo-Vini Fantini.
In de Ronde van Italië 2016 was Cunego lange tijd drager van de blauwe trui, als leider in het bergklassement. In de laatste bergetappe, één dag voor het einde van de Giro, verloor hij de trui echter aan Mikel Nieve.

## Ziekte
Na zijn loopbaan werd Cunego in 2020 ziek door een hersenvliesontsteking. Hiervoor werd hij in juni 2020 opgenomen in een ziekenhuis waar hij bijna twee maanden zou verblijven.

## Overwinningen

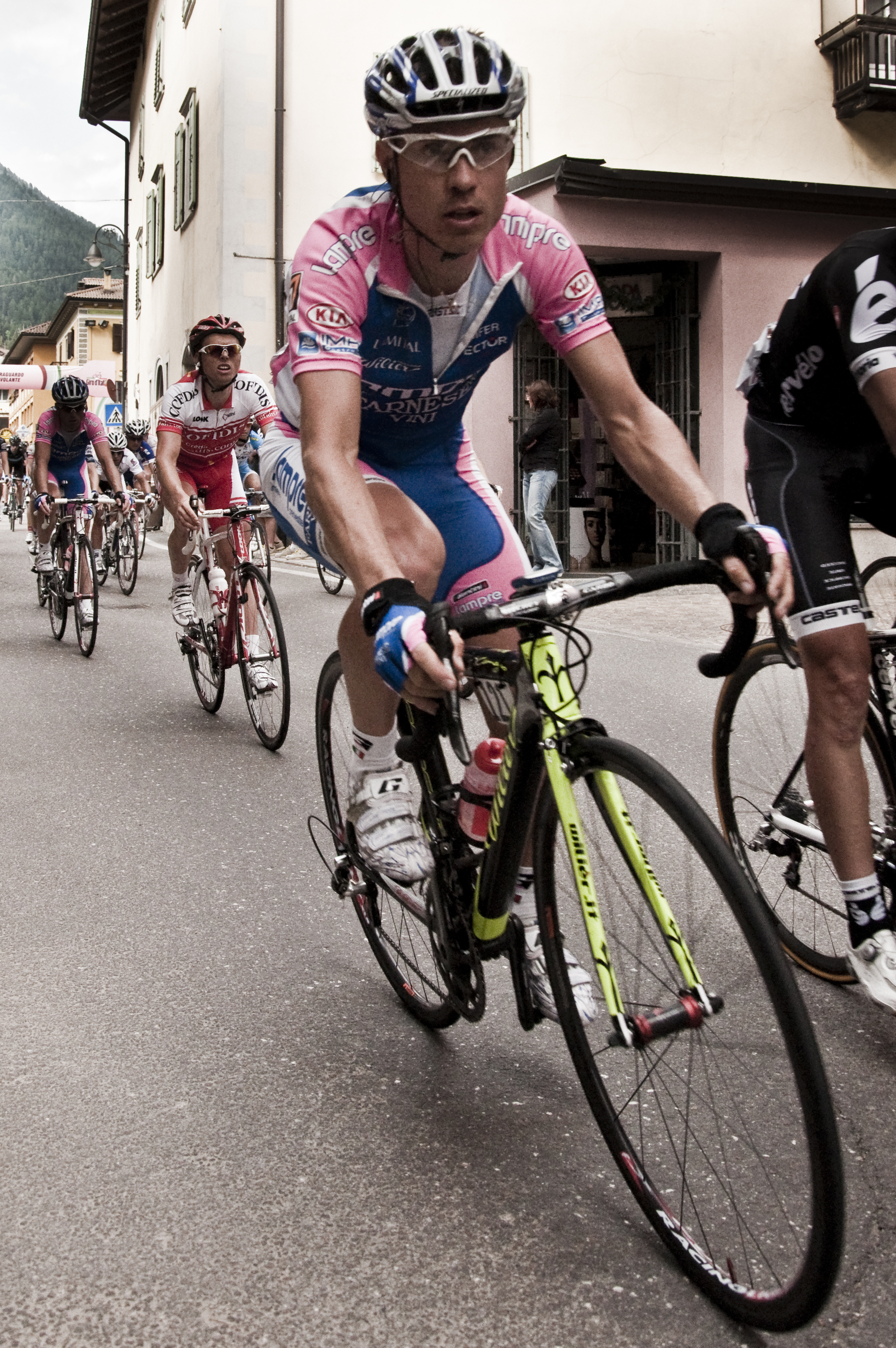
Cunego tijdens de Ronde van Italië 2010

1998
Eindklassement Ronde van Lunigiana
1999
 Wereldkampioen op de weg, Junioren
2002
Giro d'Oro
Giro del Medio Brenta
2003
7e etappe Ronde van het Qinghaimeer
Eindklassement Ronde van het Qinghaimeer
2004
1e en 2e etappe Ronde van Trentino
Eindklassement Ronde van Trentino
Ronde van de Apennijnen
GP Industria & Artigianato-Larciano
2e, 7e, 16e en 18e etappe Ronde van Italië
 Eindklassement Ronde van Italië
GP Fred Mengoni
GP Nobili Rubinetterie
Ronde van Lombardije
Memorial Marco Pantani
2005
3e etappe Ronde van Romandië
GP Nobili Rubinetterie
Trofeo Melinda
Japan Cup
2006
3e etappe Internationale Wielerweek
Eindklassement Internationale Wielerweek
Giro d'Oro
2e etappe Ronde van Trentino
Eindklassement Ronde van Trentino
GP Industria & Artigianato-Larciano
 Jongerenklassement Ronde van Frankrijk
2007
1e en 2e etappe Ronde van Trentino
Eindklassement Ronde van Trentino
4e etappe Ronde van Duitsland
GP Beghelli
Ronde van Lombardije
2008
5e etappe Ronde van het Baskenland
Klasika Primavera
Amstel Gold Race
Ronde van Lombardije
Japan Cup
2009
3e en 4e etappe Internationale Wielerweek
Eindklassement Internationale Wielerweek
8e en 14e etappe Ronde van Spanje
2011
2e etappe Ronde van Sardinië
Ronde van de Apennijnen
2e etappe Ronde van Romandië
2012
2e etappe Ronde van Trentino
2013
Bergklassement Tirreno-Adriatico
3e etappe Internationale Wielerweek
2017
6e etappe Ronde van het Qinghaimeer

## Resultaten in voornaamste wedstrijden
| Jaar | Ronde van Italië | Ronde van Frankrijk | Ronde van Spanje |
| ---- | ---------------- | ------------------- | ---------------- |
| 2002 |                  |                     |                  |
| 2003 | 34e              |                     |                  |
| 2004 | ↑ (4)            |                     | 16e              |
| 2005 | 18e              |                     |                  |
| 2006 | 4e               | 11e                 |                  |
| 2007 | 5e               |                     | opgave           |
| 2008 |                  | opgave              | opgave           |
| 2009 | 16e              |                     | opgave (2)       |
| 2010 | 11e              | 28e                 |                  |
| 2011 |                  | 6e                  |                  |
| 2012 | 6e               |                     | 33e              |
| 2013 |                  | 55e                 |                  |
| 2014 | 19e              |                     | 76e              |
| 2015 | opgave           |                     |                  |
| 2016 | 44e              |                     |                  |
| 2017 |                  |                     |                  |
| 2018 |                  |                     |                  |

| Jaar | Milaan-San Remo | Amstel Gold Race | Luik-Bast.‑Luik | Ronde van Lombardije | Waalse Pijl | Clásica San Sebastián |  | WK op de weg |  | Wereldranglijsten |
| ---- | --------------- | ---------------- | --------------- | -------------------- | ----------- | --------------------- |  | ------------ |  | ----------------- |
| 2002 |                 |                  | 124e            |                      | 122e        |                       |  |              |  |                   |
| 2003 |                 |                  |                 |                      |             |                       |  |              |  |                   |
| 2004 |                 |                  |                 | ↑                    |             | 21e                   |  | 9e           |  |                   |
| 2005 |                 |                  | 9e              | 29e                  | 14e         | 16e                   |  |              |  | 39e (UPT)         |
| 2006 | 62e             |                  | ↑               |                      |             | 93e                   |  |              |  | 21e (UPT)         |
| 2007 |                 |                  | 7e              | ↑                    |             | 51e                   |  | 50e          |  | 7e (UPT)          |
| 2008 |                 | ↑                | 30e             | ↑                    | ↑           | 36e                   |  | ↑            |  | (UPT)             |
| 2009 |                 | 5e               | 7e              | 14e                  | ↑           | 21e                   |  | 8e           |  | 12e (UWK)         |
| 2010 | 34e             | 6e               | 20e             |                      | 5e          | 24e                   |  |              |  | 50e (UWK)         |
| 2011 |                 | 15e              | 16e             | 27e                  | 60e         | 44e                   |  |              |  | 19e (UWT)         |
| 2012 | 43e             | 31e              | 35e             | 13e                  |             |                       |  |              |  | 21e (UWT)         |
| 2013 |                 | 43e              | 30e             | opgave               | 28e         | 73e                   |  |              |  |                   |
| 2014 |                 | 50e              | 13e             |                      | 69e         |                       |  |              |  | 133e (UWT)        |
| 2015 |                 | 40e              |                 | 23e                  |             |                       |  |              |  |                   |
| 2016 |                 | opgave           |                 | 33e                  |             |                       |  |              |  |                   |
| 2017 |                 |                  |                 | 93e                  |             |                       |  |              |  |                   |
| 2018 |                 | opgave           |                 |                      |             |                       |  |              |  |                   |

## Ploegen
- 2002 –  Saeco-Longoni Sport
- 2003 –  Saeco
- 2004 –  Saeco
- 2005 –  Lampre-Caffita
- 2006 –  Lampre-Fondital
- 2007 –  Lampre-Fondital
- 2008 –  Lampre
- 2009 –  Lampre-NGC
- 2010 –  Lampre-Farnese Vini
- 2011 –  Lampre-ISD
- 2012 –  Lampre-ISD
- 2013 –  Lampre-Merida
- 2014 –  Lampre-Merida
- 2015 –  Nippo-Vini Fantini
- 2016 –  Nippo-Vini Fantini
- 2017 –  Nippo-Vini Fantini
- 2018 –  Nippo-Vini Fantini-Europa Ovini